# اواندرو گرا
اواندرو گِرا (متولد ۲۷ دسامبر ۱۹۸۱) بازیکن والیبال اهل برزیل و عضو تیم ملی والیبال مردان برزیل و باشگاه سانتوری سانبیردز ژاپن است.

## دست‌آوردها

### ملی
- ۲۰۱۶  لیگ جهانی
- ۲۰۱۶  المپیک